# The Awakening (álbum de P.O.D.)
The Awakening es el noveno álbum de estudio de la banda estadounidense de nu metal P.O.D. Fue lanzado el 21 de agosto de 2015 a través de Universal Music Group. El álbum es único porque es el único álbum conceptual de la banda en su carrera, completo con parodias y voces en off antes y después de cada canción.

## Lista de canciones
Todas las canciones escritas y compuestas por P.O.D.. 
| N.º | Título                                                       | Duración |  |
| 1.  | «Am I Awake»                                                 | 5:56     |  |
| 2.  | «This Goes Out to You»                                       | 3:50     |  |
| 3.  | «Rise of NWO»                                                | 3:12     |  |
| 4.  | «Criminal Conversations» (con Maria Brink de In This Moment) | 5:02     |  |
| 5.  | «Somebody's Trying to Kill Me»                               | 5:12     |  |
| 6.  | «Get Down»                                                   | 3:39     |  |
| 7.  | «Speed Demon»                                                | 3:51     |  |
| 8.  | «Want It All»                                                | 3:33     |  |
| 9.  | «Revolución» (con Lou Koller de Sick of it All)              | 4:05     |  |
| 10. | «The Awakening»                                              | 7:04     |  |

## Posicionamiento en lista
| Lista (2015)                          | Posición |
| ------------------------------------- | -------- |
| Estados Unidos (Billboard 200)        | 75       |
| Estados Unidos (Christian Albums)     | 3        |
| Estados Unidos (Top Hard Rock Albums) | 9        |
| Estados Unidos (Top Rock Albums)      | 15       |

## Personal
P.O.D.
- Sonny Sandoval - voz líder
- Wuv Bernardo - batería, instrumento de percusión, guitarra rítmica, coros
- Traa Daniels - bajo eléctrico, coros
- Marcos Curiel - guitarra, coros

Músicos adicionales
- Maria Brink: voz (pista 4).
- Lou Koller: voz (pista 9).